# ミュンヘン - レーゲンスブルク線
ミュンヘン - レーゲンスブルク線 (ミュンヘン - レーゲンスブルクせん、ドイツ語: Bahnstrecke München―Regensburg) はバイエルン州のミュンヘンとレーゲンスブルクを結ぶ幹線鉄道路線である。路線距離は138.1 kmで、全区間は電化・複線化されている。

## 沿線概況
列車はミュンヘン中央駅を出発して他の路線と一緒に西に向かうあと、ニンフェンブルク宮殿庭園の境界で曲がり東北の向かいにフェルトモヒング駅へ走行する。この路線は続いてイーザル川の左岸を経由しシュライスハイム市を貫通して、フライジングに至る。列車は東の方向に走行し、モースブルク (イーザル) を通過する。この路線は続いてアンパー川の上を横切って、ニーダーバイエルンの中心地のランツフート中央駅に至る。そこでミュールドルフ方面及びプラトリング方面の鉄道路線が分岐する。
列車は北側へ向かい、クレハムにあるドナウ＝イーザル分水嶺まで上り坂を走行する。そこからレーゲンスブルクまで勾配は緩慢である。ノイファーン駅で旧線だったシュトラウビング方面の線路が分岐する。オーバートラウビング駅でパッサウからの線路がこの路線に合流する。列車はアウトバーン3号の下を横切って、東の貨物駅を通過する。ホーフ方面の路線はこの路線に合流し、列車はオーバープファルツの中心地に到着する。ニュルンベルク及びインゴルシュタット方面の路線はこの路線の延長線の上にある。

## 歴史

### バイエルン東部鉄道
1856年4月12日バイエルン東部鉄道株式会社はマクシミリアン2世の許可で設立された。まずはミュンヘン - ランツフート区間の建設が始まり、1858年6月28日最初の試運転が管理官庁の職員の参加で行われた。同年11月3日その区間で旅客列車の運転が始まり、同月15日貨物運送が開始された。翌年12月12日この路線はガイゼルホェリングの経由でレーゲンスブルクまで延伸された。
1860年9月シュトラウビング - パッサウ区間の開通でバイエルン東部鉄道の基本路線網が形成した。1870年の夏にノイファーン (ニーダーバイエルン) - オーバートラウビング区間の建設工事が始まり、1873年8月6日その新しい区間が開通した。
ランツフートには迅速な輸送の目的で町の外郭で駅が新設され、既存の頭端式駅 (Kopfbahnhof) は1880年5月廃止された。1891年から1892年までフェルトモヒング - フライジング区間は4段階で複線区間となった。1892年9月ミュンヘン - フェルトモヒング区間はモーザッハ経由で西の方に移設され、同じく複線区間となった。廃線区間の一部は現在国道2号の環状線となっている。

### ドイツ国営鉄道時代
1925年9月28日電気運転はミュンヘン - フライジング区間で始まった。この路線の電化は1927年5月完了した。

### ドイツ連邦鉄道時代
1966年から1972年までモーザッハ - フライジング区間の乗降場は76 cm高さで改めて設置され、線路の施設もSバーン列車の運行に整われた。
1989年ノイファーン (ニーダーバイエルン) に電子式信号扱い所は試運転された。

### ドイツ鉄道時代
1996年フェルトモヒング駅はミュンヘン地下鉄の乗り換え駅となって、乗降場は96 cm高さで改修された。1998年ミュンヘン空港への路線がこの路線に連結された。線路の容量を高めるためにノイファーン (フライジング近郊) 駅の乗降場は改修され、新しい分岐器も設置された。
2007年10月モースブルクに信号扱い所が追加設置された。

## 運行形態
2002年から遠距離列車は運行されていない。1991年インターレギオ系統の導入以来この路線は25号線の一部となった。2002年以後バイエルン州とザクセン州の合意によって、2007年までインターレギオ系統の置き換えは快速列車系統としてドイツ鉄道によって運営された。一方1992年から2002年までチュリッヒ - ミュンヘン ｰ プラハ区間のユローシティ列車が運行された。2005年ミュンヘン - プラハ区間で快速列車の運行がバイエルン - ボヘミア急行の系統で始まった。その二つの系統は2008年からアレキス鉄道が運営した。
ミュンヘン - モースブルク区間はミュンヘン運輸運賃連合 (Münchner Verkehrs- und Tarifverbund、MVV) の運賃制適用区域である。エクミュール - レーゲンスブルク区間の運賃はレーゲンスブルク運輸連合 (Regensburger Verkehrsverbund、RVV) により管理される。
- 快速列車 (RE 2) : ミュンヘン - フライジング - モースブルク - ランツフート - エルゴルツバッハ - ノイファーン - エクミュール - レーゲンスブルク - シュヴァンドルフ - ヴァイマル - マルクトレドヴィツ - ホーフ。120分間隔[7]。
- 快速列車 (RE 3) : ドナウ＝イーザル急行。ミュンヘン - フライジング - モースブルク - ランツフート - プラトリング - パッサウ。60分間隔。使用車両はDB440形電車。
- 快速列車（RE 22）: ミュンヘン空港駅 - フライジング - モースブルク - ランツフート - エルゴルツバッハ - ノイファーン - エクミュール - ハーゲルシュタット - コェーフェリング - オーバートラウビング - レーゲンスブルク（- ノイマルクト - ニュルンベルク）。60分ごとに運行[7]。使用車両は463形電車。
- 快速列車 (RE 25) : ミュンヘン - フライジング - ランツフート - ノイファーン - レーゲンスブルク - シュヴァンドルフ - フルト - ドマズリツェ - プルゼニ - プラハ。アレクス鉄道運用。120分間隔[7]。使用車両はDB183形電気機関車と様々な客車のプシュープル編成。
- 普通列車（RB 33）:  (ミュンヘン - モーザッハ - フェルトモヒング -) フライジング - マルツリング - ランゲンバッハ - モースブルク - ブルックベルク - グリュントコーフェン - ランツフート。60分ごとに運行[7]。使用車両はDB425形電車。
- Sバーン（）: ロイドヒトベルクリング - ミュンヘン東 - ミュンヘン - ドナースベルガーブリュッケ - ライム - モーザッハ - ファーザネリー - フェルトモヒング - オーバーシュライスハイム - ウンターシュライスハイム - ローホーフ - エヒング - ノイファーン (フライジング近郊)  - フライジング/ミュンヘン空港。30分間隔[8]。使用車両は423形電車。